# 洛伊克·彼得里
洛伊克·彼得里（法語：Loïc Pietri，1990年8月27日—），法国男子柔道运动员，2013年世界柔道锦标赛男子81公斤级金牌得主、2014年世界柔道锦标赛男子81公斤级铜牌得主、2015年世界柔道锦标赛男子81公斤级银牌得主。